# Panta rhei

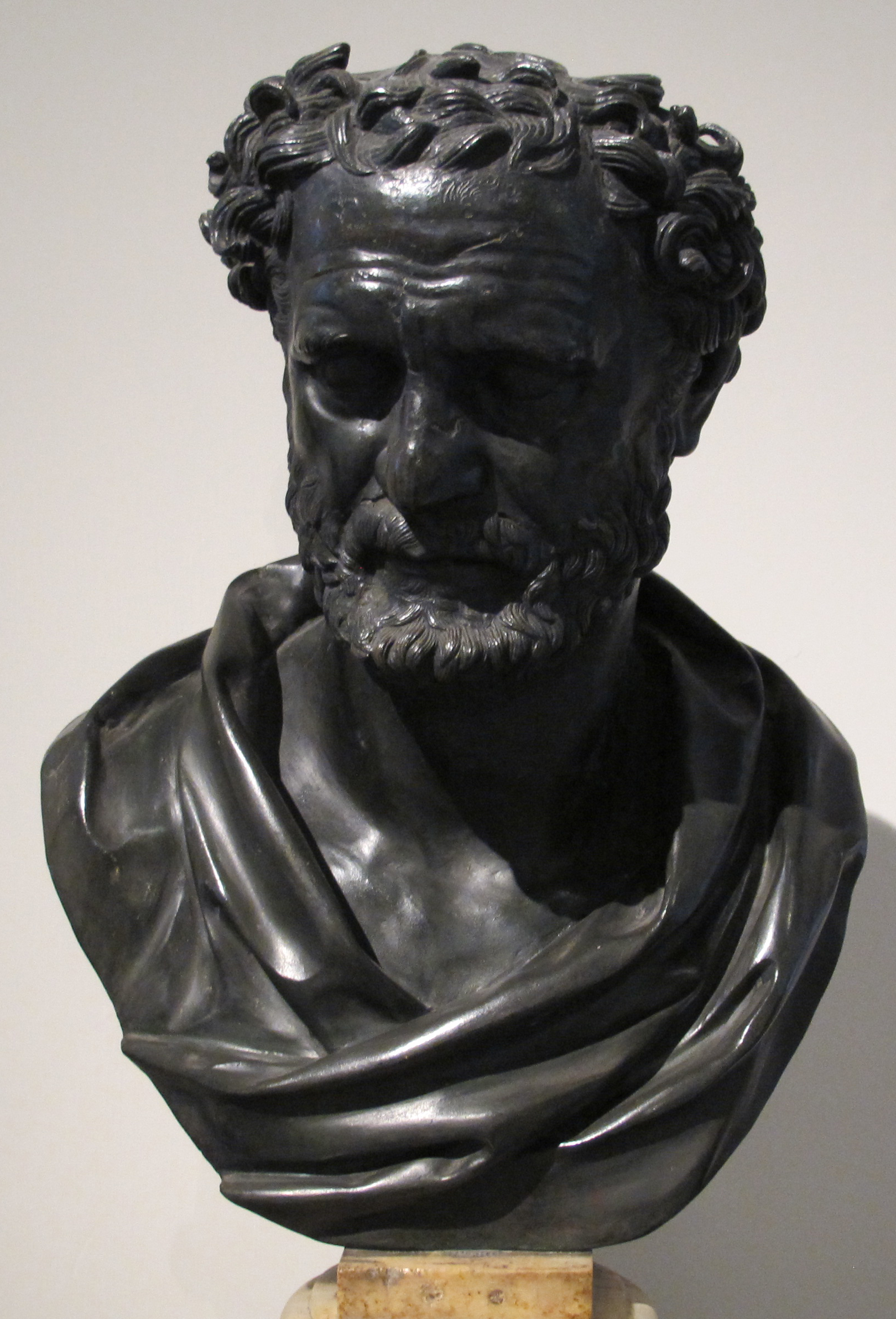
Héraclite d'Éphèse.

« Panta rhei » (Πάντα ῥεῖ / Pánta rheî) est une formule qui, en grec ancien, signifie littéralement « Toutes les choses coulent » (dans le sens de « Tout passe »). 
Une autre traduction peut être « tout se meut selon un certain rythme », ce qui évoquerait plus la danse ou la ronde que l'écoulement linéaire.

## Histoire
Cette phrase est citée par Socrate dans le dialogue de Platon, le Cratyle, et attribuée au philosophe présocratique Héraclite d'Éphèse: 

« SOCRATE. — Héraclite dit, n’est-ce pas ? que « tout passe et rien ne demeure » (« πάντα χωρεῖ καὶ οὐδὲν μένει » / « pánta khôreî kaì oudèn ménei ») ; et, comparant les choses au courant d’un fleuve, il ajoute qu’« on ne saurait entrer deux fois dans le même fleuve ».
HERMOGENE. — C’est exact. »

Neuf siècles plus tard, au VIe siècle, le philosophe grec Simplicius, dans le Commentaire de la Physique d'Aristote, témoigne de la persistance de la formule en rappelant la principale thèse soutenue par Héraclite :

« C'est là la thèse d'Héraclite qui dit que tout s'écoule (« πάντα ῥεῖ » / « pánta rheî ») et ne reste jamais pareil. »

L'expression « Panta rhei » synthétise alors pour lui la pensée d'un monde en mouvement perpétuel, s'opposant ainsi au paradigme de Parménide.
Cette expression est employée à titre d'exemple dans la grammaire grecque pour illustrer le fait qu'un sujet au pluriel du genre neutre (panta) induit un verbe au singulier (rhei). Il s'agit de la même règle que pour l'expression Ta zoa trekhei (Τὰ ζῷα τρέχει / Tà zỗia trékhei, « Les animaux courent »).

## La rhéologie
Le verbe ῥέω / rhéô (« couler ») a donné son nom à la rhéologie, qui est l'étude du comportement mécanique de certains matériaux mous, à mi-chemin entre les solides et les liquides.